# Matelea tinctoria
Matelea tinctoria är en oleanderväxtart som beskrevs av R. E. Woodson. Matelea tinctoria ingår i släktet Matelea och familjen oleanderväxter. Inga underarter finns listade i Catalogue of Life.